# The Click
The Click ist eine US-amerikanische Hip-Hop-Gruppe aus Vallejo. Ihre Musik wird den Stilrichtungen Westcoast-Hip-Hop, Gangsta-Rap und G-Funk zugerechnet.

## Geschichte

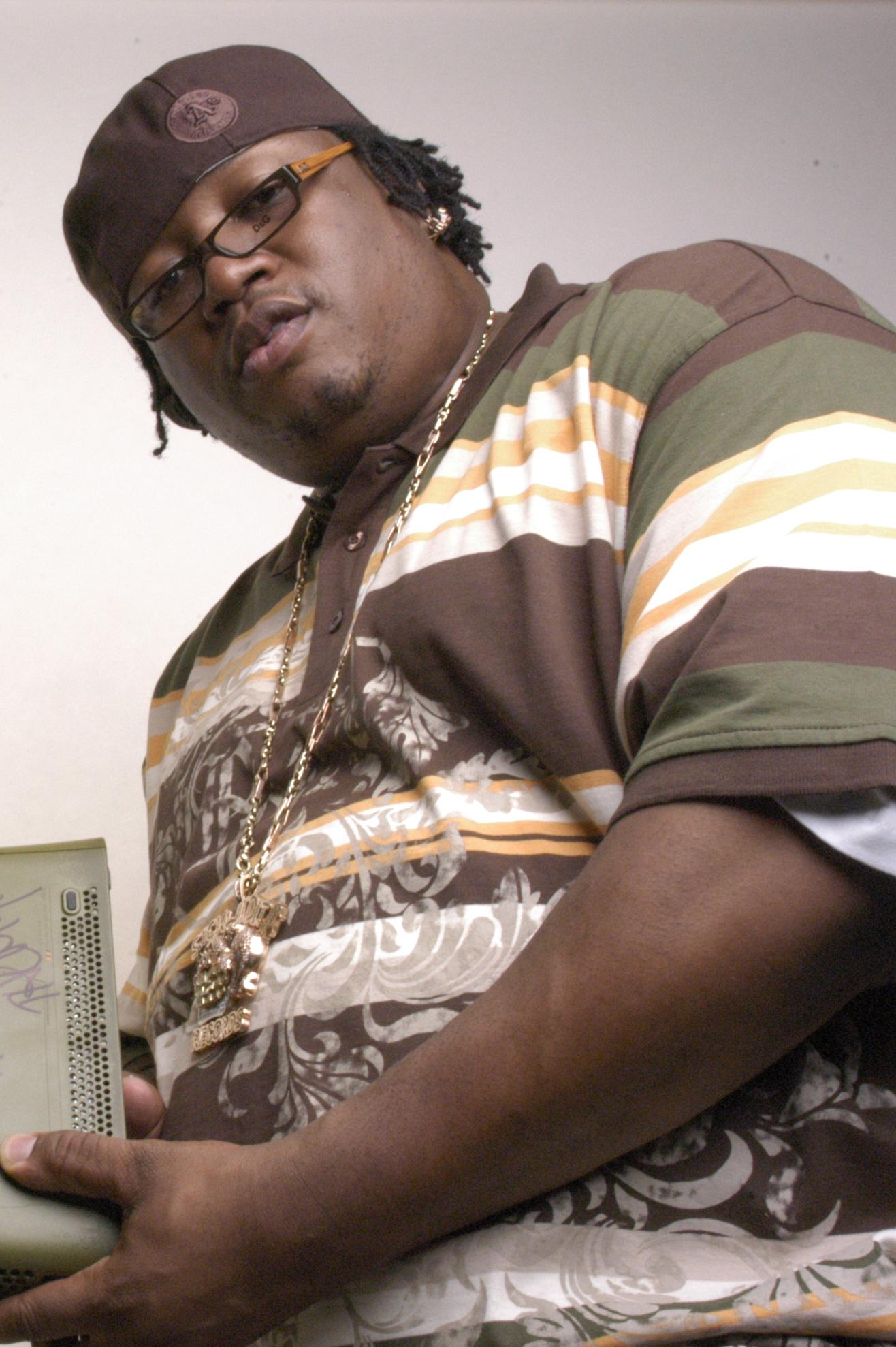
E-40, der Anführer der Gruppe

The Click besteht aus den drei Geschwistern E-40 (Earl Stevens), D-Shot (Dannell Stevens) und Suga T (Tenina Stevens), sowie deren Cousin B-Legit (Brandt Jones), die alle im selben Haushalt aufwuchsen.
Zusammen gründeten sie 1986 die Gruppe unter dem Namen „Most Valuable Players“ und nahmen an einem Talentwettbewerb der Grambling State University teil. Von der positiven Resonanz ermutigt, beschlossen sie ernsthaft, eine Musikkarriere zu verfolgen, und gaben sich den heutigen Namen „The Click“.
Erstes, in Eigenregie veröffentlichtes, Produkt war die Single The King’s Men. Später gründete E-40 das Label „Sick Wid It Records“, worüber in der Folge einige Kassetten der Gruppe erschienen, darunter auch 1993 das erste offizielle Album DOWN and DIRTY. Direkt danach erfolgte der Durchbruch E-40s als Solokünstler, was dazu führte, dass das Label einen Vertriebsvertrag mit Jive Records erhielt.
Als Resultat davon wurde zunächst 1994 DOWN and DIRTY noch einmal von Jive wiederveröffentlicht, bevor 1995 das zweite Werk der Gruppe, Game Related, erschien. Es erreichte die Spitzenposition 21 in den Billboard 200, gefördert auch von der Singleauskopplung Hurricane, die bis Platz 63 der Billboard Hot 100 gelangte. 1998 erhielt das Album schließlich die goldene Schallplatte der RIAA für 500.000 Verkäufe.
Danach widmeten sich alle Gruppenmitglieder Solokarrieren, sodass das dritte Album Money & Muscle erst 2001 herausgegeben wurde. Es gelangte zwar ebenfalls in die US-amerikanischen Charts, blieb allerdings hinter den Verkaufszahlen des Vorgängers zurück.
2003 folgte die Kompilation The Best of the Click.

## Diskografie
Alben
- 1993: DOWN and DIRTY
- 1995: Game Related
- 2001: Money & Muscle

Kompilation
- 2003: The Best of the Click

Singles
- 1995: Hurricane
- 1996: Scandalous
- 1997: Don′t Go